# Pens

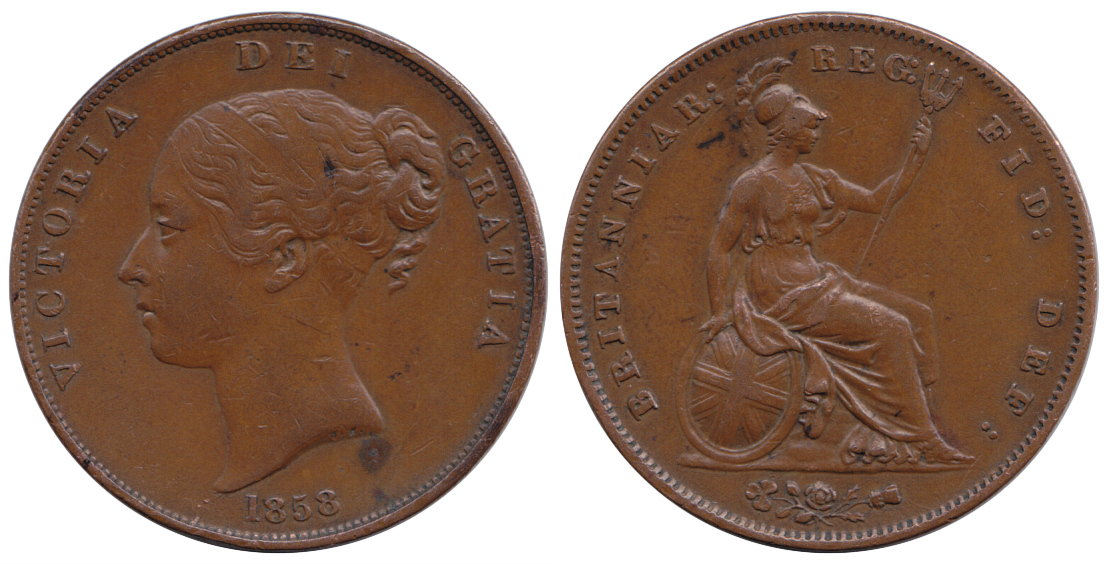
Brytyjski pens z czasów panowania królowej Wiktorii (1858), z symbolicznym przedstawieniem Britannii na rewersie

Pens – moneta zdawkowa używana w Wielkiej Brytanii i jej terytoriach zależnych, pochodząca z wczesnego średniowiecza.
W anglosaskich państwach Anglii wybita po raz pierwszy ok. 765 r. przez króla Heaberhta z Kentu jako naśladownictwo srebrnego denara (novus denarius) karolińskiego; był monetą o wadze najwyżej ok. 1,55 g. Wkrótce potem bicie złotego pensa (gold penny) na wzór arabskiego mancusa zapoczątkował w Mercji król Offa. W XIII wieku niewielką ilość złotych pensów wypuścił też Henryk III (1257), podejmując chybioną próbę wprowadzenia w królestwie monety złotej. 
Początkowo srebrny, pens od 1797 wybijany był z miedzi, a od 1860 z brązu.
Przed reformą walutową z 15 lutego 1971 jeden funt był równy 20 szylingom, zaś jeden szyling – 12 pensom. Jeszcze wcześniej, 1 pens dzielił się na dwie półpensówki (halfpenny), lub na cztery ćwierci (farthingi).
Funt oznaczany był symbolem „£”, szyling literą „s”, pens – „d” („d” – od łacińskiego denarius – „denar”). Obecnie, po reformie, 1 funt dzieli się na 100 pensów. Dla rozróżnienia między starym pensem a nowym stosuje się oznaczenie tego ostatniego „p”; szyling wyszedł z użycia, a oznaczenie funta symbolem „£” pozostało bez zmian. Obecnie najczęściej stosowany jest zapis dziesiętny kwot, podobnie jak w innych krajach, przy czym symbol £ umieszcza się przed kwotą, np. £23.50 oznacza 23 funty 50 pensów (czasem jednak równoważnym: 23£ 50p – w nawiązaniu do starego systemu oznaczeń).
W angielskim rozróżnia się dwa znaczenia polskiego słowa „pens”: penny oznacza monetę jednopensową, zaś pence – jej wartość. W praktyce stosuje się złożenia, np. eightpence oznacza 8 pensów.
Pens był oficjalną zdawkową monetą na Malcie od 1825 do 2007 roku, kiedy wprowadzono euro. Pens był również oficjalną zdawkową monetą w Irlandii (1/100 funta irlandzkiego między równoczesną z brytyjską reformą walutową w 1971 a przejściem Irlandii na euro w 2001), także 1/12 szylinga w Nowej Zelandii, Australii i RPA przed reformami walut w tych krajach. Obecnie angielską nazwą penny nieoficjalnie nazywa się cent amerykański oraz kanadyjski.